# Порожкинское сельское поселение
Поро́жкинское се́льское поселе́ние — упразднённое муниципальное образование в составе Удомельского района Тверской области России.
В состав поселения входило 38 населённых пунктов. Административный центр — деревня Порожки.
Образовано в 2005 году, включило в себя территории Верескуновского и Порожкинского сельских округов.
Законом Тверской области от 7 декабря 2015 года № 117-ЗО, 18 декабря 2015 года все муниципальные образования Удомельского района — городское поселение — город Удомля, Брусовское, Еремковское, Зареченское, Копачёвское, Котлованское, Куровское, Молдинское, Мстинское, Порожкинское, Рядское и Удомельское сельские поселения — были преобразованы в Удомельский городской округ.

## География
- Общая площадь: 275 км²
- Нахождение: центральная часть Удомельского района, к северо-западу от города Удомля.
  - Граничит:
    - на севере — с Котлованским СП и Куровским СП,
    - на востоке — с Зареченским СП,
    - на юго-востоке — с Рядским СП,
    - на юге — с Удомельским СП,
    - на юго-западе — с Копачёвским СП,
    - на западе — с Мстинским СП.

## Население
На 01.01.2008 — 1302 человека.

## Населенные пункты
В состав поселения входили следующие населённые пункты:
| №  | Тип нп | Название                 | Население (2008 год) |
| -- | ------ | ------------------------ | -------------------- |
| 1  | дер.   | Порожки                  | 155                  |
| 2  | дер.   | Белохово                 | 24                   |
| 3  | дер.   | Ванюнькино               | 3                    |
| 4  | дер.   | Гарусово                 | 6                    |
| 5  | дер.   | Доронино                 | 50                   |
| 6  | дер.   | Касково                  | 216                  |
| 7  | дер.   | Маяк                     | 3                    |
| 8  | дер.   | Мосты                    | 41                   |
| 9  | дер.   | Островно                 | 37                   |
| 10 | дер.   | Очеп                     | 2                    |
| 11 | дер.   | Роднево                  | 10                   |
| 12 | дер.   | Рудеево                  | 13                   |
| 13 | дер.   | Сорокино                 | 11                   |
| 14 | дер.   | Стенецкое                | 24                   |
| 15 | дер.   | Щеберино                 | 31                   |
| 16 | дер.   | Яковлево                 | 4                    |
| 17 | дер.   | Верескуново              | 65                   |
| 18 | дер.   | Акулово                  | 20                   |
| 19 | дер.   | Бережок                  | 9                    |
| 20 | дер.   | Васильево                | 12                   |
| 21 | дер.   | Гайново                  | 15                   |
| 22 | дер.   | Григорево                | 7                    |
| 23 | дер.   | Дретуни                  | 24                   |
| 24 | дер.   | Жеребцово                | 7                    |
| 25 | дер.   | Зиновьево                | 0                    |
| 26 | дер.   | Иваньково                | 2                    |
| 27 | дер.   | Каменка                  | 29                   |
| 28 | дер.   | Корякино                 | 19                   |
| 29 | пос.   | Лубеньковский            | 117                  |
| 30 | дер.   | Митронино                | 5                    |
| 31 | дер.   | Митрошино                | 34                   |
| 32 | дер.   | Михайлово-Верескуновское | 53                   |
| 33 | дер.   | Мишнево                  | 212                  |
| 34 | дер.   | Павлово                  | 6                    |
| 35 | дер.   | Самсоново                | 1                    |
| 36 | дер.   | Снапугино                | 10                   |
| 37 | дер.   | Стан                     | 25                   |
| 38 | дер.   | Шиболино                 | 0                    |

### Бывшие населенные пункты
В 1998 году исключены из учетных данных деревни Мурово и Петрова Гора.

Ранее исчезли деревни: Аксово, Воротково, Дубровка, Игнатково, Михалёво, Мошная Горка и другие.

Деревня Сигово присоединена к деревне Касково.

Деревня Верляйское присоединена к деревне Верескуново.

## История
В XIX — начале XX века деревни поселения относились к Михайловской, Кузьминской и Удомельско-Рядской волостям Вышневолоцкого уезда Тверской губернии.

## Известные люди
В деревне Верляйское родился Герой Советского Союза Иван Петрович Громов.